# Proyección de Mercator

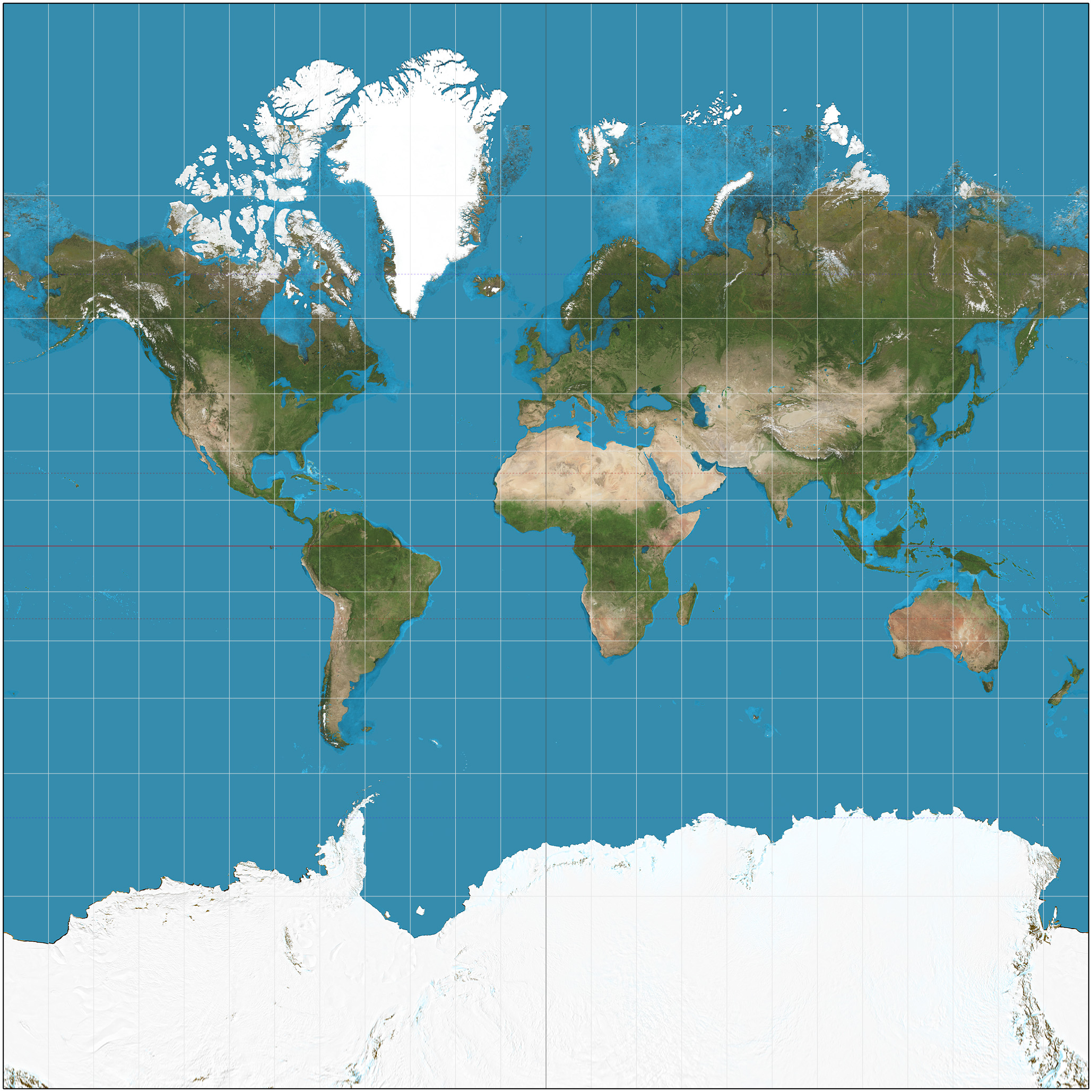
Mapa en proyección Mercator.

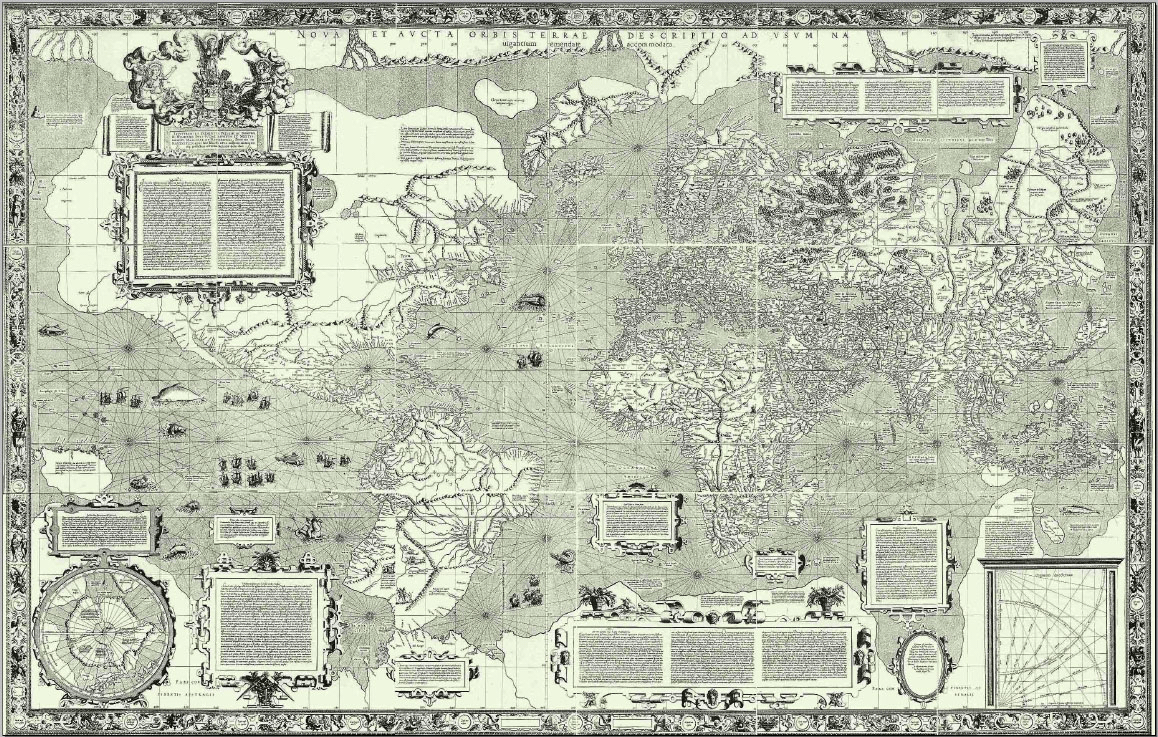
Mapa de Mercator de 1569

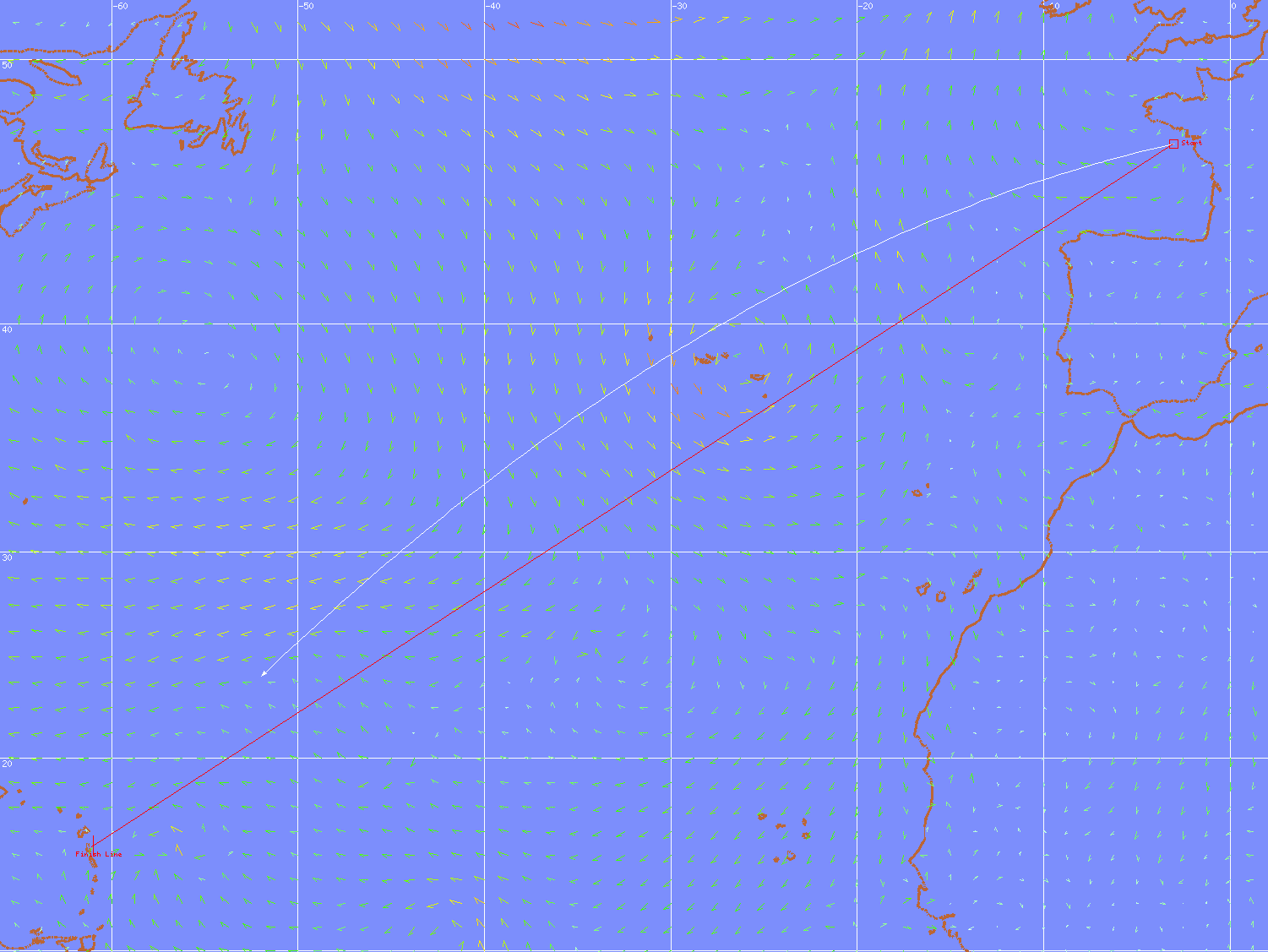
Comparación, en una proyección Mercator del Atlántico Norte, del rumbo loxodromia (según puntos cardinales, línea recta en el mapa) frente a la geodésica (según un círculo máximo terrestre o distancia más corta, curva en el mapa)

La Proyección de Mercator es un tipo de proyección cartográfica ideada por Gerardus Mercator en 1569 para elaborar mapas de la superficie terrestre. Ha sido muy utilizada desde el siglo XVII para cartas náuticas porque permitía trazar las rutas de rumbo constante o loxodrómicas como líneas rectas e ininterrumpidas, a diferencia de otras proyecciones más precisas.
Es un tipo de proyección cilíndrica tangente al ecuador. Como tal, deforma las distancias entre los meridianos (en la tierra son como "gajos" de polo a polo) en líneas paralelas, aumentando su ancho real cada vez más a medida que se acerca a los polos.
Esta proyección respeta las formas reales entre los paralelos, la amplía en largo, cada vez más a medida que se acerca a los polos, distorsionando las áreas cercanas a los polos aún más. Notándose la diferencia con la proyección cilíndrica equidistante, que no respeta distancias entre paralelos y tiene solo las deformaciones ecuatoriales de la proyección.

## Matemática de la proyección

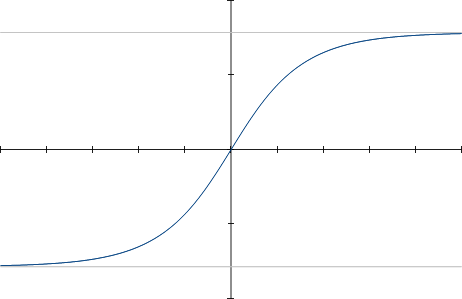
Relación entre la posición vertical en el mapa (horizontal en el gráfico) y latitud (vertical en el gráfico)

Las siguientes ecuaciones determinan las coordenadas (x,y) de un punto en el mapa en proyección Mercator a partir de su latitud φ y longitud λ (siendo λ0 la longitud central del mapa):

{\displaystyle {\begin{aligned}x&=\lambda -\lambda _{0}\\y&=\ln {\left[\tan {\left({\frac {\pi }{4}}+{\frac {\phi }{2}}\right)}\right]}\\&={\frac {1}{2}}\ln {\left({\frac {1+\mathrm {sen} \,\phi }{1-\mathrm {sen} \,\phi }}\right)}\\&=\mathrm {senh} ^{-1}{(\tan {\phi })}\\&=\tanh ^{-1}{(\mathrm {sen} \,\phi )}\\&=\ln {(\tan {\phi }+\sec {\phi })}\end{aligned}}}

Esta es la inversa de la función de Gudermann:

{\displaystyle {\begin{aligned}\phi &=2\tan ^{-1}(e^{y})-{\frac {\pi }{2}}\\&=\tan ^{-1}(\sinh(y))\\\lambda &=x+\lambda _{0}\\\end{aligned}}}

La escala es proporcional a la secante de la latitud φ, haciéndose extremadamente grande cerca de los polos. En el polo mismo φ = 90° o –90.º Como se deduce de las fórmulas, el valor para y en los polos es +/– infinito.

## Derivación de la proyección
Asumiendo que la Tierra tiene forma esférica (en realidad se parece más a un elipsoide levemente achatado en los polos y con otras leves deformaciones, pero para mapas de pequeña escala la diferencia es irrelevante), se busca transformar del sistema longitud-latitud (λ,φ) al sistema cartesiano (x,y) que es "un cilindro tangente al ecuador" (p.ej. x=λ) y conforme, tal que:

{\displaystyle {\frac {\partial x}{\partial \lambda }}=\cos(\phi ){\frac {\partial y}{\partial \phi }}}

{\displaystyle {\frac {\partial y}{\partial \lambda }}=-\cos(\phi ){\frac {\partial x}{\partial \phi }}}

De x = λ se tiene:

{\displaystyle {\frac {\partial x}{\partial \lambda }}=1}

{\displaystyle {\frac {\partial x}{\partial \phi }}=0}

resultando

{\displaystyle 1=\cos(\phi ){\frac {\partial y}{\partial \phi }}}

{\displaystyle 0={\frac {\partial y}{\partial \lambda }}}

La proyección Mercator es una proyección cilíndrica

Dado que y es función solo de φ con {\displaystyle y'=\sec \phi } de la cual una tabla de integrales nos da

{\displaystyle y=\ln[\sec(\phi )+\tan(\phi )]+C\,}.

Es conveniente asignar φ = 0 a y = 0, con lo cual la constante C se anula, C = 0.

## Controversia

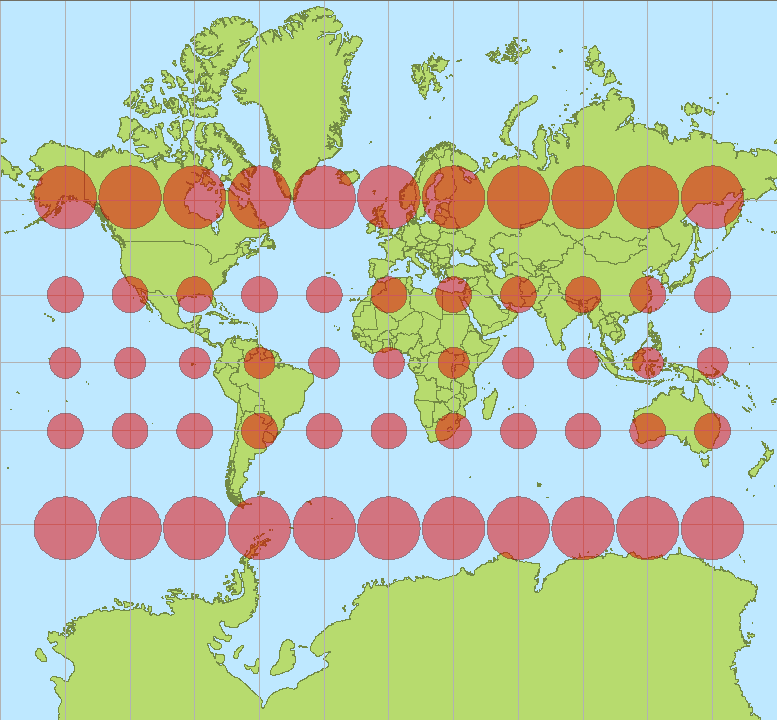
Indicatriz de Tissot en proyección Mercator

Animación que muestra la distorsión en tamaño producida por la proyección de Mercator. Nótese el cambio de tamaño de Rusia, Groenlandia y la Antártida.

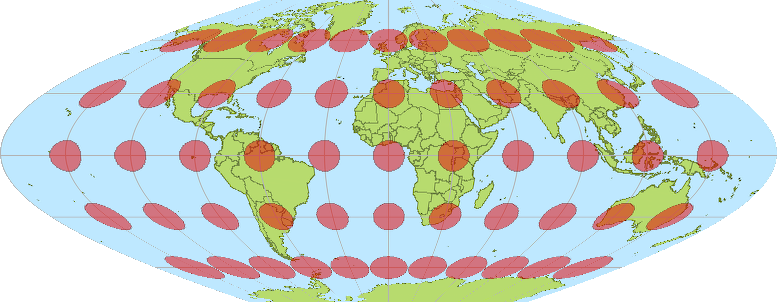
Indicatriz de Tissot en proyección sinusoidal

Como en toda proyección cartográfica, cuando se intenta ajustar una superficie esférica en una superficie plana, la forma del mapa es una distorsión de la verdadera configuración de la superficie terrestre. La proyección de Mercator va exagerando el tamaño de las tierras a medida que nos alejamos de la línea del ecuador. Por ello, en los mapamundis Mercator:
- Groenlandia aparece aproximadamente del tamaño de África, cuando en realidad la superficie de África es aproximadamente 14 veces la de Groenlandia.

- Alaska aparece similar en tamaño a Brasil, cuando el área de Brasil es casi cinco veces más grande que Alaska.

- La Antártida parece ser extremadamente grande. Si se cartografiara todo el globo, la Antártida se inflaría infinitamente. En realidad, es el tercer continente más pequeño.

- La isla de Ellesmere en el norte del archipiélago ártico de Canadá parece del mismo tamaño que Australia, aunque Australia es más de 39 veces más grande. Todas las islas del archipiélago ártico de Canadá parecen al menos 4 veces más grandes, y las islas más septentrionales parecen aún más grandes.

- África parece tener aproximadamente el mismo tamaño que América del Sur, cuando en realidad África es más de una vez y media más grande.

- Svalbard parece ser más grande que Borneo, cuando en realidad Borneo es unas 12 veces más grande que Svalbard.

- Madagascar y Gran Bretaña parecen del mismo tamaño, mientras que Madagascar es en realidad más del doble de grande que la mayor de las islas británicas.
- Suecia parece mucho más grande que Madagascar. En realidad tienen un tamaño similar.

- Rusia parece más grande que toda África, o América del Norte (sin las islas de esta última). También parece el doble de grande que China y los Estados Unidos contiguos juntos, cuando, en realidad, la suma es de tamaño comparable.
- El aumento de tamaño del norte también distorsiona mucho la forma de Rusia, haciéndola parecer mucho más alta de norte a sur y estirando mucho sus regiones árticas en comparación con sus latitudes medias.

Aunque muy usada en navegación, los críticos argumentan que no es adecuada para representar el mundo completo debido a la distorsión de las áreas. El mismo Mercator utilizó una proyección equivalente (es decir, que conserva la proporción entre áreas) en sus mapas regionales no destinados a la navegación. Como resultado de estas críticas, los atlas modernos ya no usan la proyección de Mercator para mapamundis o regiones distantes del ecuador, prefiriendo otras proyecciones cilíndricas, o proyecciones equivalentes (equiáreas). La proyección de Mercator, sin embargo, sigue empleándose para regiones cercanas al ecuador.   
Arno Peters provocó controversia cuando propuso la proyección conocida como proyección de Gall-Peters, una leve modificación de la cilíndrica equivalente de Lambert, como la alternativa a la de Mercator. Una resolución de 1989 de siete grupos geográficos norteamericanos desechó el uso de todos los mapamundis de coordenadas rectangulares (cilíndricas), incluyendo la Mercator y la Gall-Peters.

## Uso actual en la web
Las aplicaciones web de cartografía, como Google Maps, OpenStreetMap o Bing Maps, utilizan actualmente la proyección de Mercator. Concretamente emplean una variante que supone que la superficie del planeta es esférica en vez de la forma exacta, elipsoidal, para simplificar los cálculos. Los desarrolladores de Bing Maps han justificado la elección de la proyección de Mercator por dos motivos. En primer lugar, como en toda proyección cilíndrica, en cualquier punto del planeta la dirección norte-sur aparece siempre vertical y la este-oeste horizontal. En segundo lugar, por ser una proyección conforme, las formas de los edificios no se distorsionan, evitando que un edificio cuadrado pueda aparecer rectangular como ocurre en otras proyecciones. Estas dos virtudes han compensado, a ojos de los autores de estas aplicaciones, las significativas distorsiones de escala que introduce la proyección de Mercator, sobre todo en las regiones cerca de los polos.
Google Satellite Maps, por otro lado, usó una Proyección cilíndrica equidistante hasta julio de 2005.
En los mapas en Google Maps la máxima latitud representada es de +/– 85.0511287798066 grados.

## Historia
Existe cierta controversia sobre los orígenes de la proyección de Mercator. El polímata alemán Erhard Etzlaub grabó "mapas de brújula" en miniatura (unos 10×8 cm) de Europa y partes de África que abarcaban las latitudes 0°-67° para permitir el ajuste de sus relojes de sol portátiles de bolsillo. La proyección encontrada en estos mapas, que data de 1511, fue declarada por Snyder en 1987 para ser la misma proyección que la de Mercator. Sin embargo, dada la geometría de un reloj de sol, estos mapas bien podrían haberse basado en la similar proyección cilíndrica central, un caso límite de la proyección gnomónica, que es la base de un reloj de sol. Snyder modifica su valoración a "una proyección similar" en 1994.
Joseph Needham, historiador de China, escribió que los chinos desarrollaron la proyección Mercator cientos de años antes que Mercator, utilizándola en las cartas estelares durante la dinastía Song. Sin embargo, se trataba de un simple, y común, caso de error de identificación. La proyección en uso era la proyección equirectangular.
El matemático y cosmógrafo portugués Pedro Nunes describió por primera vez el principio matemático del loxodrómico y su uso en la navegación marina. En 1537, propuso construir un atlas náutico compuesto por varias hojas a gran escala en la proyección cilíndrica equidistante como forma de minimizar la distorsión de las direcciones. Si estas láminas se ponían a la misma escala y se ensamblaban, se aproximarían a la proyección de Mercator.
En 1569, Gerhard Kremer, conocido por su nombre comercial Gerardus Mercator, anunció una nueva proyección al publicar un gran mapa planisférico que medía 202 por 124  y que estaba impreso en dieciocho hojas separadas. Mercator tituló el mapa Nova et Aucta Orbis Terrae Descriptio ad Usum Navigantium Emendata: "Una nueva y aumentada descripción de la Tierra corregida para el uso de los navegantes". Este título, junto con una elaborada explicación sobre el uso de la proyección que aparece como una sección de texto en el mapa, muestra que Mercator entendía exactamente lo que había logrado y que pretendía que la proyección ayudara a
El matemático inglés Edward Wright publicó las primeras tablas precisas para construir la proyección en 1599 y, con más detalle, en 1610, titulando su tratado "Certaine Errors in Navigation". La primera formulación matemática fue publicada hacia 1645 por un matemático llamado Henry Bond (c. 1600-1678). Sin embargo, las matemáticas involucradas fueron desarrolladas pero nunca publicadas por el matemático Thomas Harriot a partir de alrededor de 1589.
El desarrollo de la proyección Mercator representó un gran avance en la cartografía náutica del siglo XVI. Sin embargo, se adelantó mucho a su tiempo, ya que las antiguas técnicas de navegación y topografía no eran compatibles con su uso en la navegación. Dos problemas principales impidieron su aplicación inmediata: la imposibilidad de determinar la longitud en el mar con la precisión adecuada y el hecho de que en la navegación se utilizara las direcciones magnéticas, en lugar de direcciones geográficas (declinación magnética). Sólo a mediados del siglo XVIII, tras la invención del cronómetro marino y el conocimiento de la distribución espacial de la declinación magnética, la proyección de Mercator pudo ser plenamente adoptada por los navegantes.
A pesar de esas limitaciones en la búsqueda de la posición, la proyección de Mercator puede encontrarse en muchos mapas del mundo en los siglos siguientes a la primera publicación de Mercator. Sin embargo, no empezó a dominar los mapas del mundo hasta el siglo XIX, cuando el problema de la determinación de la posición se había resuelto en gran medida. Una vez que Mercator se convirtió en la proyección habitual para los mapas comerciales y educativos, fue objeto de críticas persistentes por parte de los cartógrafos por su representación desequilibrada de las masas terrestres y su incapacidad para mostrar de forma útil las regiones polares.